# Дарницкий концентрационный лагерь
Дарницкий концентрационный лагерь — концентрационный лагерь для советских военнопленных, созданный в 1941 году оккупационными властями нацистской Германии в киевском районе Дарница, размещался в Дарницком лесу (в послевоенное время был вырублен) на территории бывшего советского военного городка.
В лагерь конвоировались сотни тысяч военнопленных, попавшие в окружение во время Киевской операции. В лагере содержались в основном офицеры. Тысячи измождённых солдат погибли или были расстреляны уже по дороге в концлагерь. Для быстрой организации лагеря немцы использовали покинутый советскими властями военный городок, уже огороженный и оснащённый сторожевыми вышками объект, им не пришлось прилагать больших усилий, чтобы переоборудовать его в концлагерь — большинство немецких концлагерей на территории УССР обустраивались на базе уже готовой инфраструктуры, на территории советских военных объектов или объектов НКВД (это обстоятельство не афишировалось в советское время, про концлагерь писали, что он располагался «в лесу, обнесённом колючей проволокой» и тому подобное, говорить о том, что там уже был обустроенный объект стало можно только в позднеперестроечное время). Пленных не кормили и не поили пять дней. Люди ели траву, пили дождевую воду, что привело к вспышке дизентерии и повальным смертям. В конце 1941 года в одной из частей Дарницкого лагеря измождённые и отчаявшиеся узники совершили массовый побег. Из шестнадцати тысяч военнопленных убежать удалось лишь четырём тысячам, остальные были расстреляны.

Памятник замученным в Дарницком концлагере

С сентября 1941 лагерь официально назывался «Киев-ост», с января 1942 года — Stalag 339 Kiew-Darniza. Он занимал площадь около 1,5×1 км. Территория была обнесена оградой из колючей проволоки высотой 3,5—4 м и была разделена на разные секторы и отделы. По углам стояли башни с пулемётами. Охрану осуществляли специально отобранные надзиратели с собаками. За малейшие проступки или выражение недовольства заключённых расстреливали, за непокорность били прикладами и сапогами, натравливали собак. Весной 1942 года гитлеровцы сожгли несколько бараков, в которых было около трёх тысяч военнопленных.
В лагере велась активная вербовка для Варшавской разведшколы Абвера.
В июне 1943 года узников концлагеря перевели в Бердичев. Окончательно лагерь прекратил действовать в сентябре 1943 года, за два месяца до освобождения Киева Красной армией. По данным официальной государственной комиссии, проведшей в Дарницком концлагере расследование, общее количество погибших в нём людей составило около 68 тысяч человек. Всего через лагерь прошло около 300 тысяч человек.
В 1968 году на месте бывшего концлагеря был сооружён мемориальный комплекс в память советских граждан, солдат и офицеров Красной армии. Его авторами стали Валентин Зноба и Александр Малиновский.
Памятники погибшим в Дарницком концлагере установлены также на Привокзальной площади и в сквере на пересечении Харьковского шоссе с улицей Симферопольской